# Majang (métro de Séoul)
Pour la langue parlé en Éthiopie, voir Majang.
Majang est une station sur la ligne 5 du métro de Séoul, dans l'arrondissement de Seongdong-gu.
Elle dessert notamment l'université privée d'Hanyang, tout comme les stations de Wangsimni et Hanyang University sur d'autres lignes, ainsi que le marché de viandes de Majang (sortie 2).
La station se situe à 22 minutes de la Gare de Séoul en faisant un changement à la station Dongdaemun, et à 1 heure 20 minutes de l'Aéroport international d'Incheon, en changeant à la station Gongdeok.